# Золото Маккенны
«Золото Маккенны» (англ. Mackenna's Gold) — американский художественный фильм 1969 года с Грегори Пеком, Омаром Шарифом, Телли Саваласом, Тедом Кэссиди, Джули Ньюмар и Камиллой Спарв в главных ролях, поставленный по одноимённому роману писателя Уилла Генри. В основу романа легла легенда о потерянном золоте Адамса (Lost Adams Diggings).

## Потерянное золото Адамса
Легенда о золотом каньоне Адамса реально существует уже более полутора столетий. И все эти годы продолжаются поиски потерянного золота, якобы находящегося где-то в Нью-Мексико. Согласно легенде, в сентябре 1864 года в восточной части Аризоны солдатами были найдены двое мужчин, умирающих от голода и жажды, которые блуждали по пустыне в течение тринадцати дней, прячась от индейцев. Один из мужчин, фургонщик по фамилии Адамс (имя его не сохранилось) рассказал армейскому хирургу историю о золотом каньоне апачей, показав имевшийся у него самородок. По его словам, на привале у реки Гила к ним подошёл молодой мексиканский индеец по прозвищу Кривое Ухо и предложил указать место, где находится золотой каньон апачей, если они помогут ему добраться до Мексики, откуда он был силой увезён апачами.
20 августа 1864 года Адамс и остальные золотоискатели двинулись в путь (согласно Адамсу, с ним и Ухом было двадцать два человека, но по другим версиям — не более двенадцати). Они нашли жилы и начали добывать золото. Потом одна группа из пяти человек ушла в Форт-Уингейт за пополнением припасов и снаряжения. Однако она не вернулась. Через восемь дней Адамс и Дэвидсон отправились на её поиски и нашли всех пятерых убитыми. Когда же они вернулись в лагерь, то обнаружили лишь пепелище: апачи убили всех золотоискателей и подожгли их жилища. Адамс и Дэвидсон бродили по пустыне тринадцать дней, пока на них не наткнулся военный отряд. Дэвидсон умер в форте, а Адамс только спустя десять лет смог преодолеть свой страх и вернуться в Нью-Мексико. До конца своей жизни он пытался найти потерянный каньон.

## Сюжет
1874 год. Гедлибергский шериф Маккенна в случайной стычке смертельно ранит Старого Койота — одного из вождей апачей. У него шериф находит план местонахождения Золотого Каньона, где, согласно легенде, находятся несметные золотые россыпи. Легенда гласит, что это золото апачи нашли много лет назад. Оно охраняется духами, и пока апачи его не тронут, они будут сильны. Многие предпринимали попытки найти это золото. Легенда также рассказывает о том, как некий Адамс нашёл каньон, но апачи поймали его и выжгли глаза, чтобы он не смог никого сюда привести. С тех пор Золотой Каньон (своё имя «Дель Оро» он получил от конкистадоров, не сумевших его отыскать) называют и Каньоном Слепого Адамса. Маккенна сжигает карту.
В это время известный мексиканский бандит Джон Колорадо со своей шайкой (состоящей из мексиканцев и индейцев-апачей) захватывает дом судьи Бергермана и его дочери Инги, чтобы отсидеться там, а заодно разжиться лошадьми и продовольствием. Бандиты берут с собой Ингу, а индеец Хачита убивает томагавком судью, схватившегося за оружие. По дороге в пустыне им удаётся застигнуть врасплох Маккенну, который в тот момент рыл могилу для Койота. Колорадо знает, что у Маккенны — феноменальная память, и, пообещав ему Ингу, решает заставить Маккенну выступить в качестве проводника. Маккенна был другом судьи и ради девушки соглашается помочь бандитам. Банда Джона Колорадо состоит из следующих персонажей:
- Венустиано Санчес — пожилой мексиканец, ветеран федеральных войск;
- Авила — тоже мексиканец, но значительно моложе;
- Лагуна Кахилл — полукровка, мексикано-ирландец;
- Хачита (Томагавчик) — никогда не улыбающийся двухметровый апач, полностью оправдывающий своё имя, ибо томагавк — это его излюбленное оружие;
- Беш (Нож) — немолодой апач с безразличным лицом;
- Манки (Обезьяна) — молодой сильный апач, но ростом ниже Хачиты;
- Хеш-Ке — красивая молчаливая индианка, бывшая любовница Маккенны.

Банда Колорадо останавливается в долине, но её блокирует подошедший отряд «джентльменов из Гедлиберга» под командованием Бена Бейкера. Отряд состоит из видных горожан, а также двоих англичан и самого́ слепого Адамса. Колорадо приходится согласиться на их участие в поисках золотого каньона. На следующий день отряд попадает в засаду солдат федеральных войск; спасаются лишь немногие. Солдаты пускаются в погоню по следу, отпуская каждый день по два солдата, чтобы сообщать в гарнизон путь отряда. Сержант Тиббс по прозвищу «Лис», догнав золотоискателей, убивает своих двоих оставшихся солдат и присоединяется к Колорадо, мечтающему не просто разбогатеть, но уехать в Старый Свет миллионером и прожить новую жизнь в Париже. Золотоискатели наконец проникают в каньон и видят огромную золотую жилу в его стене. Они галопом спускаются в долину, в это время Хеш-Ке, всё ещё молчаливо ревнующая Маккенну, пытается столкнуть Ингу в пропасть, но погибает сама, сорвавшись с утёса.
Золотоискатели разбредаются по каньону в состоянии аффекта. Маккенна, не попавший под чары золота, догадывается, что скоро их найдут индейцы. Он почти насильно тащит Ингу к крутой лестнице, ведущей в старое индейское святилище на уступе скалы, рассчитывая укрыться там. Тиббс, набив седельную сумку золотом, спохватившись, оглядывается, Хачита бросает в него томагавк. Колорадо прицеливается в спину Хачите, но в револьвере нет ни одной пули. Хачита говорит, что слышал ночью духов, приказавших ему защитить золото апачей от белых людей. Он наклоняется, чтобы выдернуть томагавк из тела Тиббса, Колорадо метким броском всаживает в него нож, отнятый у Хеш-Ке. Вооружившись томагавком, он преследует по лестнице шерифа и Ингу, но наверху Маккенна в отчаянной схватке разоружает бандита.
Отряд апачей въезжает в каньон. Своими криками и стрельбой они неожиданно вызывают обвал и последующее землетрясение. Маккенна, Инга и Колорадо спускаются к лошадям и бегут из долины. Как только они выезжают из обваливающейся пещеры, стены каньона рушатся, погребая золото под тоннами камней. Безоружный Колорадо советует Маккенне держаться от него подальше, Маккенна грозится найти его. Колорадо уезжает прочь. Маккенна и Инга уезжают в другую сторону, золото их не интересует. Маккенна демонстративно выбрасывает горсть золотого песка, который Инга нашла у себя в кармане, но последний кадр фильма показывает, что шериф, оказывается, покинул каньон на лошади Тиббса, седельные сумки которой набиты золотом.

## В ролях
- Грегори Пек — шериф Маккенна
- Омар Шариф — Джон Колорадо
- Камилла Спарв — Инга Бергерман
- Телли Савалас — сержант Тиббс

Банда Колорадо
- Тед Кэссиди — Хачита
- Джули Ньюмар — Хеш-Ке
- Кинан Уинн — Санчес
- Роберт Филлипс — Манки
- Пепе Каллахан — Лагуна
- Руди Диас — Беш
- Дик Пибоди — Авила

Отряд Бена Бейкера
- Илай Уоллак — Бен Бейкер
- Ли Джей Кобб — редактор газеты
- Бёрджесс Мередит — владелец магазина
- Эдвард Г. Робинсон — Адамс
- Энтони Куэйл — немолодой англичанин
- Рэймонд Мэсси — проповедник

- Эдуардо Чианнелли — Койот
- Шелли Моррисон — скво из племени пима
- Виктор Джори — закадровый текст

Песню «Старый гриф-стервятник» (англ. Old Turkey Buzzard), написанную композитором Куинси Джонсом на слова Фредди Дугласа, исполняет Хосе Фелисиано. В советском дубляже 1974 года песню на русском языке исполняет Валерий Ободзинский.

## Прокат
В ФРГ фильм вышел в прокат 18 марта 1969 года, в Финляндии и Швеции — 28 марта 1969 года, в Португалии — 20 января 1970 года, в СССР —
в июне—августе 1974 года (посмотрели 63 миллиона человек).
В 1973 году картина демонстрировалась на внеконкурсном показе VIII Московского международного кинофестиваля.

## Места съёмок
Натурные съёмки проводились в Аризоне, в национальных парках Каньон-де-Шей и Глен-Каньон.